# Embuscade d'Uzbin
Vous lisez un « article de qualité » labellisé en 2010.
Guerre d'Afghanistan

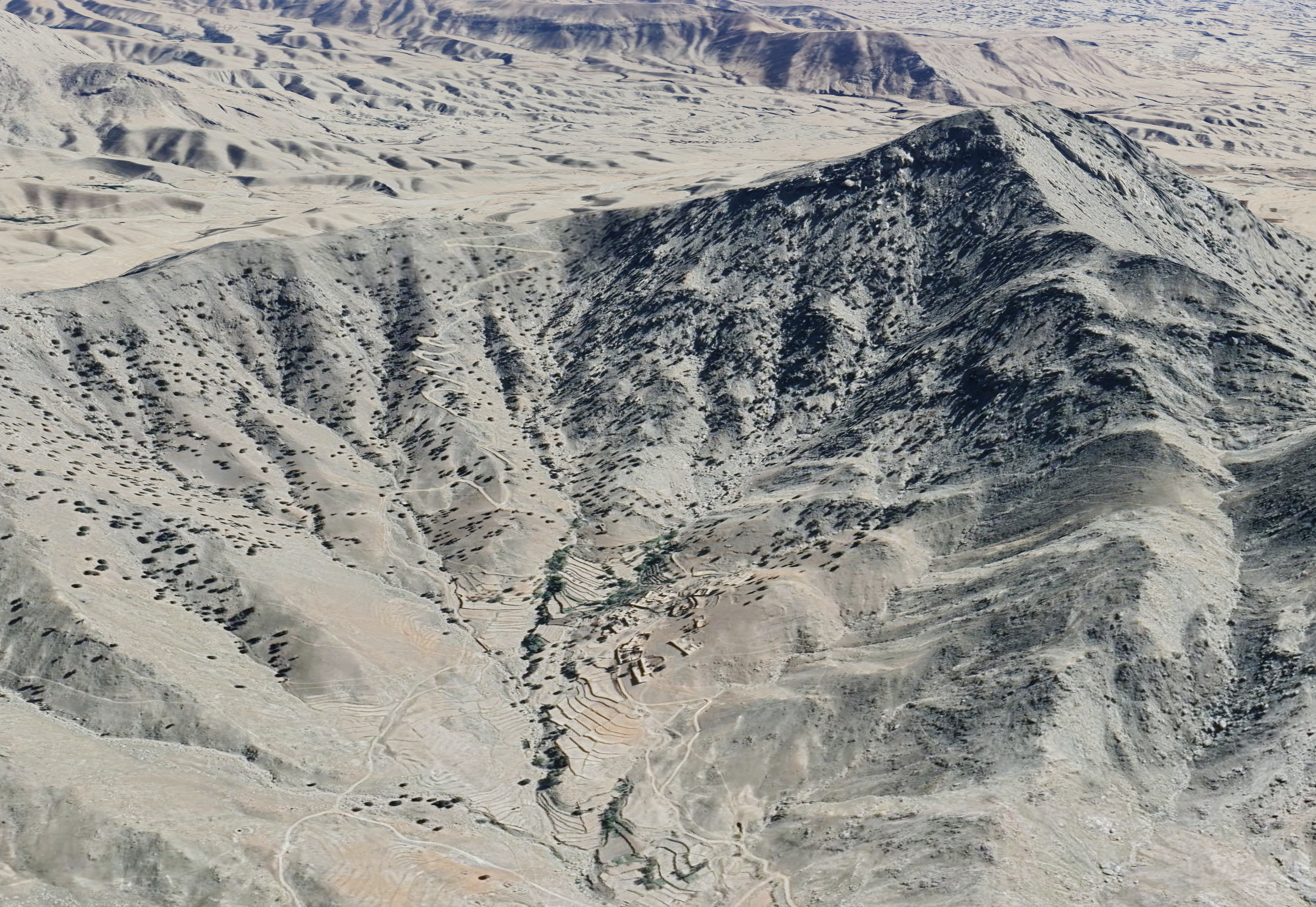
Sper Kunday, Vallée d'Uzbin 34° 39′ 41″ N, 69° 50′ 57″ E

L'embuscade d'Uzbin (aussi écrit Uzbeen) ou embuscade de Surobi, ou bataille de Surobi (aussi écrit Saroubi), est un engagement militaire qui a opposé une patrouille de la Force internationale d'assistance et de sécurité (FIAS) composée de soldats français, afghans et américains, à des talibans et à des insurgés du Hezb-e-Islami Gulbuddin. Cet engagement, qui s'inscrit dans le cadre de la guerre d'Afghanistan, s'est déroulé les 18 et 19 août 2008 à une cinquantaine de kilomètres au nord-est de Kaboul autour du village de Sper Kunday, dans la vallée d'Uzbin, dans le Nord du district de Surobi,.
Lors de l'embuscade et des opérations de contre-offensive qui ont suivi, dix soldats français sont tués ainsi que l'interprète afghan, 21 soldats français et deux soldats de l'armée afghane sont blessés, environ 40 talibans sont mis hors de combat et 20 à 40 civils tués. Les pertes pour l'armée française sont les plus élevées en une seule fois depuis l'attentat du Drakkar en 1983 à Beyrouth, qui avait coûté la vie à 58 soldats français. Cette embuscade fait le plus grand nombre de victimes à la FIAS depuis deux ans et a suscité une réaction politico-médiatique internationale,,,. En France, ses répercussions provoquent un débat politique sur la pertinence de la présence française et internationale en Afghanistan, ainsi que sur le niveau opérationnel de l'armée française.

## Contexte: la deuxième guerre d'Afghanistan

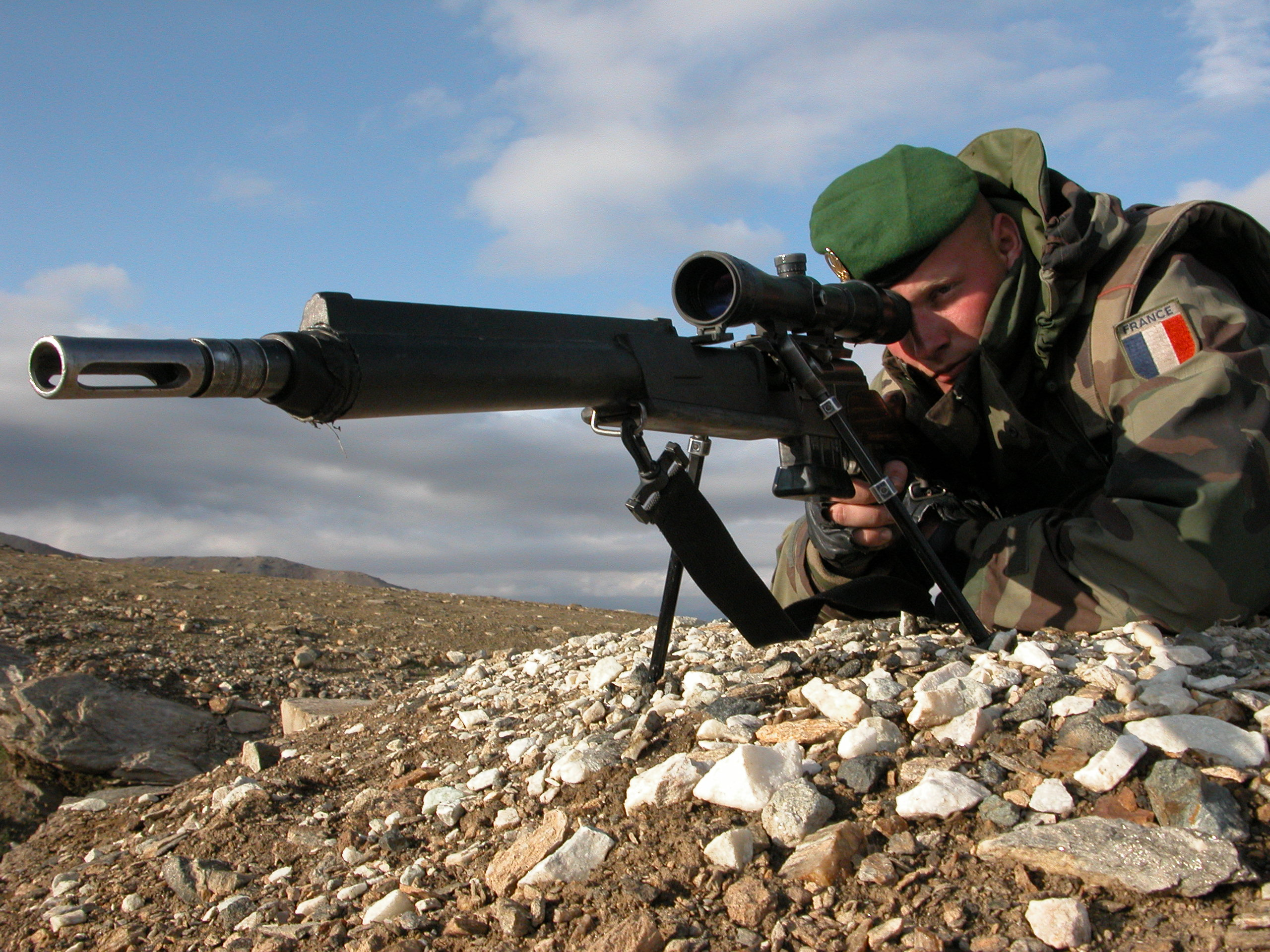
Tireurs de précision du 2e régiment étranger d'infanterie en Afghanistan en 2005 armé d'un FR-F2.

Depuis le renversement du régime taliban par la coalition internationale en 2001, la situation ne cesse de se dégrader pour la FIAS, avec une recrudescence des attaques terroristes et de guérilla et donc une augmentation des pertes militaires, qui dépassent, au cours de certains mois de l'année 2008, celles subies dans la guerre d'Irak pour les forces américaines qui représentent la majorité des effectifs de la FIAS. Alors que la production afghane d'opium – 93 % de la production mondiale en 2008 – a repris de plus belle et que l'argent de son trafic finance aussi bien des responsables du gouvernement afghan que les talibans, près de la moitié du pays échappe au contrôle du gouvernement afghan qui n'exerce qu'un contrôle limité en dehors de Kaboul. C'est ce qui conduit l'ONU à craindre, fin 2006, que l'Afghanistan ne devienne un État en déliquescence.
C'est dans ces conditions que les États-Unis et le Canada, impliqués dans des engagements armés dans différentes régions du pays, demandent de l'aide à leurs alliés de la coalition, dont la France, qui avaient jusqu'ici une mission de « stabilisation du pays » et d'appui au gouvernement. Le Canada, qui a le même effectif en place que la France et a perdu 80 hommes, contre 14 pour les Français, va même jusqu'à menacer de retirer ses troupes. Devant la situation et malgré le fait qu'il avait suggéré un retrait des troupes françaises entre les deux tours de la campagne électorale de 2007, le président français Nicolas Sarkozy annonce en novembre 2007 un renforcement des effectifs militaires français qui est alors de 1 100 hommes, précisant que « l'échec n'était pas une option ». Les forces françaises qui, jusqu'ici, se cantonnent surtout à la formation des forces afghanes et au maintien de l'ordre dans la région de Kaboul, dans le cadre de la « stabilisation du pays » décidé par l'ancien président Jacques Chirac et le gouvernement Jospin, passent à un engagement armé. 2 600 soldats français sont déployés en Afghanistan en août 2008.

## Situation à Surobi avant l'embuscade

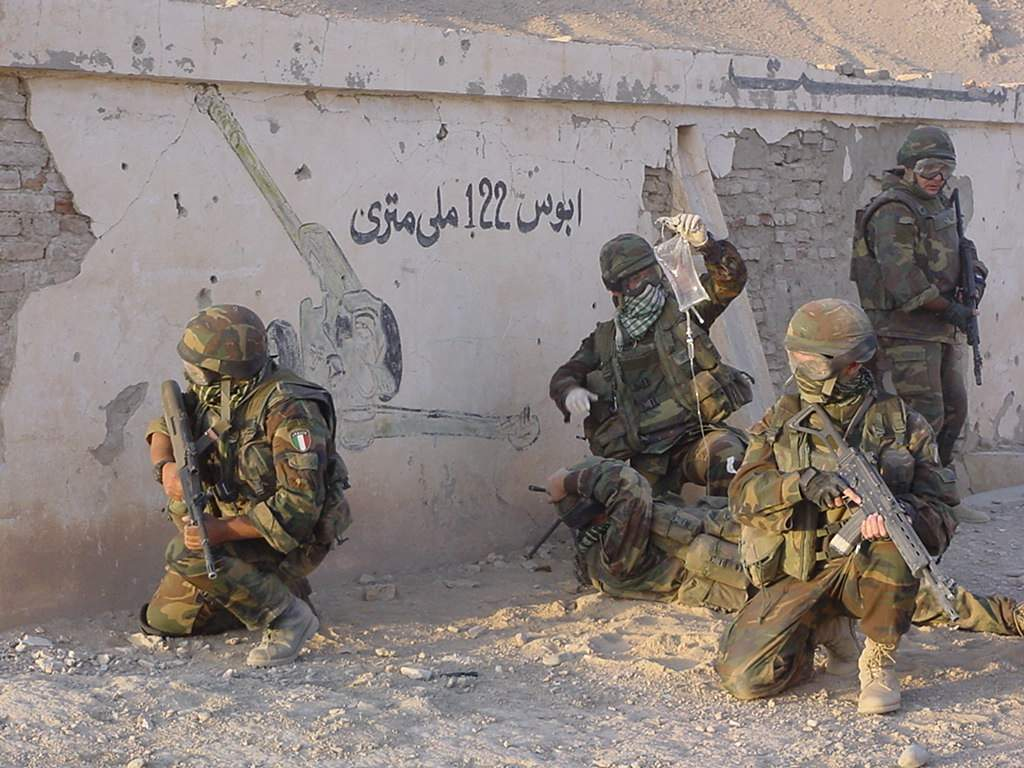
Forces italiennes de la FIAS (image d'archive).

Les Français, qui ont déjà eu la zone sous leur contrôle en 2006 et 2007, n'ont dépassé le 35e parallèle qu'une seule fois, le secteur au-delà étant considéré comme dangereux. Ensuite, jusqu'en août 2008, le district de Surobi est sous la responsabilité de 140 soldats italiens, qui ont entrepris des actions civilo-militaires et des projets de développement en faveur de la population locale, dans le cadre de la stratégie « d'approche globale » de la FIAS, comme en rénovant des écoles, le gouvernement italien considérant que le mandat de la FIAS se limite à la stabilisation du pays sans engagement armé. Le district est présenté par l'OTAN comme un exemple de réussite dans le rétablissement de la sécurité et il est considéré comme un secteur militaire tranquille. Cependant, certains officiels reconnaissent qu'il y avait encore des poches de résistance d'insurgés dans des zones isolées comme la vallée d'Uzbin. Des militants talibans et des forces loyales au seigneur de guerre Gulbuddin Hekmatyar sont reconnues comme actives dans le district. Selon un reportage de The Times d'octobre 2009 et démenti par l'OTAN, le calme est dû au fait que les services secrets italiens ont payé les insurgés afin de ne pas subir d'attaque, pratique dont les Français n'étaient pas informés. Les Italiens ne sortaient presque plus de la base depuis la mort d'un des leurs.
En août, à la suite du changement de commandement de la région centre de la FIAS, qui passe de l'Italie à la France, les forces françaises en Afghanistan remplacent les Italiens dans la base de Tora qui contrôle la route reliant Kaboul à la frontière pakistanaise. Cette base avait été créée par l'Armée rouge au début de la guerre civile Afghane, et la garnison d'une cinquantaine de soldats russes avait été entièrement tuée en 1984, les blessés achevés par les moudjahidins. Contrairement aux Italiens qui se cantonnaient à des actions humanitaires, les Français commencent des patrouilles militaires dans ce secteur stratégique, les talibans ayant des bases arrières au Pakistan. Les Italiens n'étaient jamais allés dans la vallée d'Uzbin. La France et ses militaires ont une image pro-Massoud, nom du commandant d'ethnie Tadjik qui combattait les talibans alors que Gulbuddin Hekmatyar était opposé à Massoud. Les soldats français font une reconnaissance dans la vallée trois jours avant l'embuscade, et ils sont prévenus de ne pas aller plus loin par des villageois. Les Français leur confirment néanmoins qu'ils reviendront.

## Déroulement de l'embuscade

### Disposition des forces

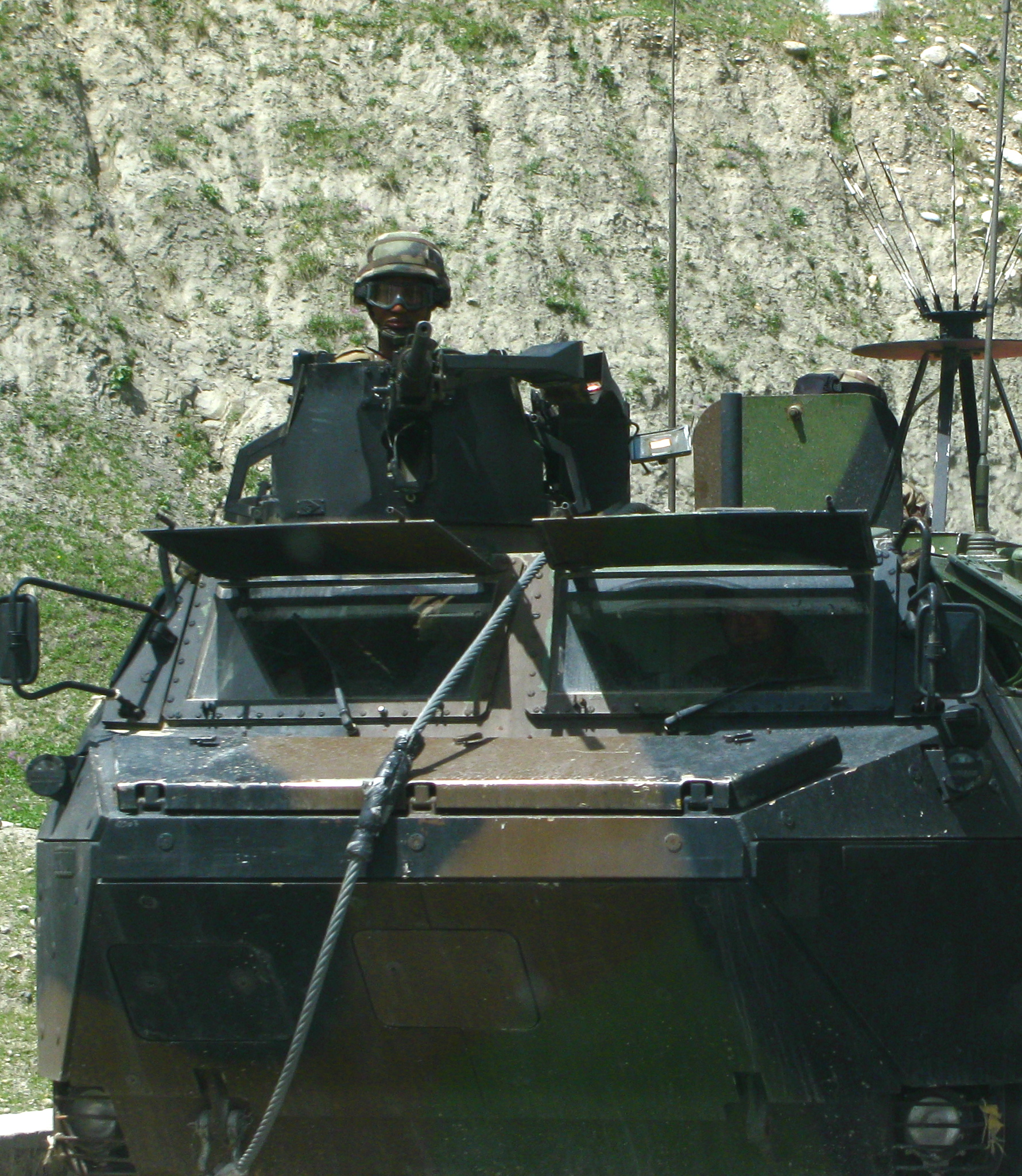
Véhicule de l'avant blindé français patrouillant près de Surobi en 2009.

Le 18 août, une patrouille composée d'une centaine d'hommes quitte la base opérationnelle avancée de Tora à bord d'une vingtaine de véhicules blindés. Elle comprend la section Carmin 2 du 8e régiment de parachutistes d'infanterie de marine, la section Rouge 4 du régiment de marche du Tchad, une autre de l'Armée nationale afghane (ANA), une section de la garde nationale afghane composée de 15 hommes sur deux pick-ups et 12 membres des forces spéciales américaines, constituant une équipe de soutien aérien rapproché JTAC et de son escorte. La mission consiste à reconnaître le terrain et prendre contact avec les populations, point important dans une guerre contre-insurrectionnelle, c'est-à-dire reprendre une zone abandonnée aux talibans. La vallée d'Uzbin est moins déserte que les autres vallées alentour et est peuplée de 30 000 habitants. La patrouille s'attend à trouver des insurgés talibans dans la vallée mais ne bénéficie d'aucune reconnaissance aérienne ou d'héliportage sur les crêtes pour éviter une embuscade, les hélicoptères français étant utilisés pour une mission d'inspection de haut-gradés.

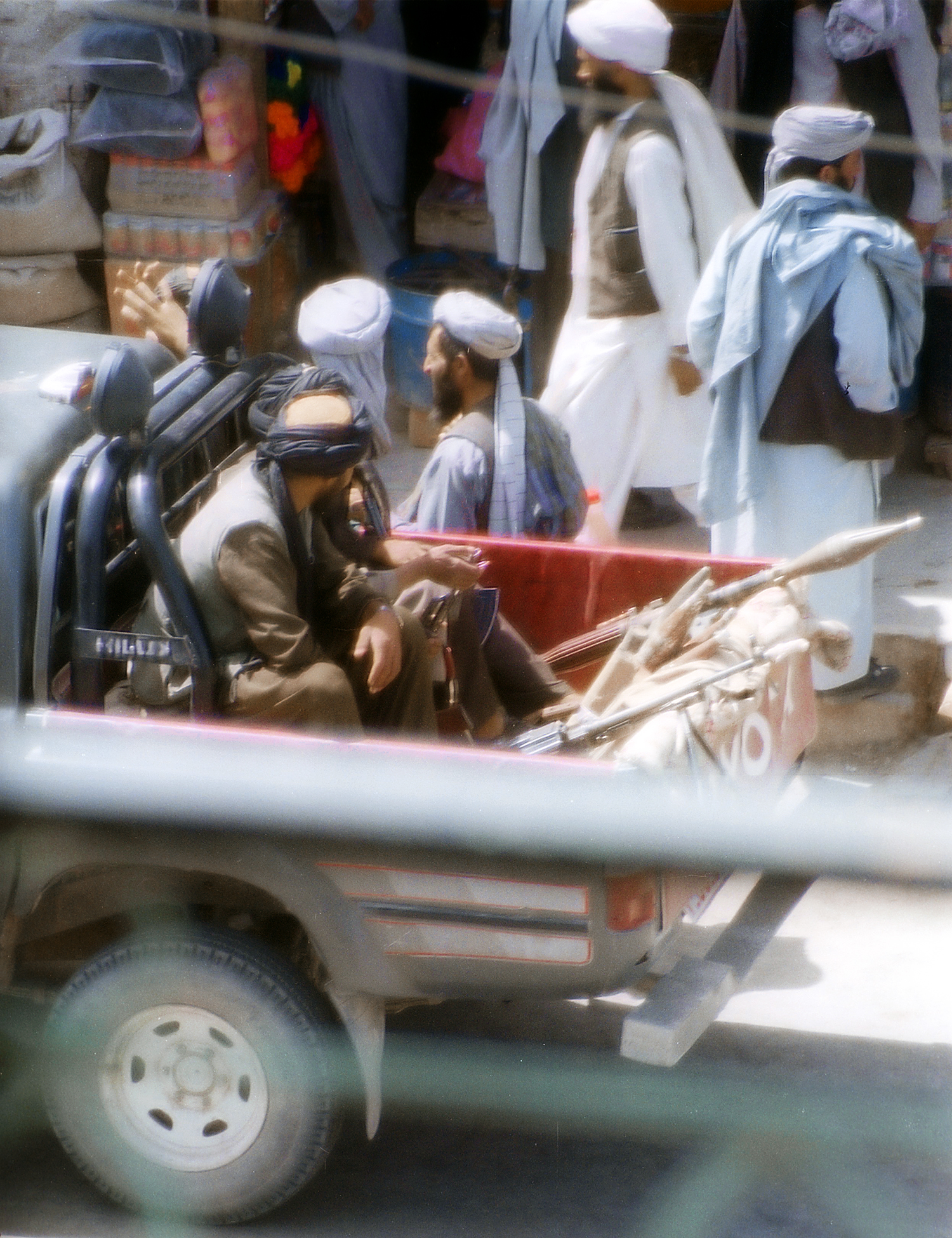
Talibans armés de fusils d'assaut AK-47, d'une mitrailleuse Kalachnikov et de lance-roquettes RPG-7 (image d'archive).

Pendant ce temps, 140 insurgés prennent position sur le col que la patrouille doit traverser. Cette préparation des insurgés avait fait suspecter une fuite d'information volontaire ou forcée provenant notamment de traducteurs afghans, disparus peu auparavant du camp de Tora. Cette information a été démentie par l'armée française et par les talibans, qui ont précisé qu'ils avaient des guetteurs et préparé des caches d'armes dans les environs.
Le groupe taliban est constitué principalement de combattants étrangers selon un communiqué du secrétaire général de l'Élysée, information démentie par un des chefs du groupe taliban qui admet cependant une aide en armes, combattants et financement de l'étranger. Une enquête du Parisien montre que l'embuscade a d'abord été improvisée par des responsables locaux du Hezb-e-Islami Gulbuddin, parti islamiste armé considéré comme terroriste par la FIAS et qui tient la vallée d'Uzbin, auxquels se seraient joints les talibans devant l'ampleur de l'opération. Une enquête du Nouvel Observateur a confirmé cette répartition des forces, qui était constituée aussi de villageois des environs affiliés à l'une ou l'autre des organisations, alors que, dans un autre entretien, des chefs talibans affirment que le Hezb-e-Islami Gulbuddin n'a pas participé à l'opération. Les journalistes précisent que la plupart des combattants talibans ayant participé à l'embuscade et leurs chefs sont des réfugiés afghans qui résident au Pakistan et passent fréquemment la frontière.
Les insurgés ont préparé l'embuscade dans le cadre d'une stratégie d'encerclement de Kaboul, la capitale, l'OTAN dépendant à 70 % des approvisionnements passant par cette route qui va jusqu'à Jalalabad et au Pakistan. L'ordre a été donné depuis le siège du mouvement Hezb-e-Islami Gulbuddin basé au Pakistan, en concertation avec les talibans.
Cependant, des commandants talibans ayant participé à l'embuscade affirment que le Hezb-e-Islami Gulbuddin n'a pas participé à l'attaque, et que celle-ci a été préparée en deux heures à peine par trois unités de talibans afghans. Une partie d'entre eux vit au Pakistan qui n'est qu'à trois heures de la vallée de Surobi.
Le pays et les zones tribales pakistanaises abritent des millions de réfugiés afghans, la frontière est extrêmement poreuse et permet le passage de combattants ou de nombreux trafics tel que l'opium et les armes. Ces talibans étaient généralement soutenus par une partie des services secrets pakistanais. Une certaine rivalité existe entre les talibans et le Hezb-e-Islami Gulbuddin.

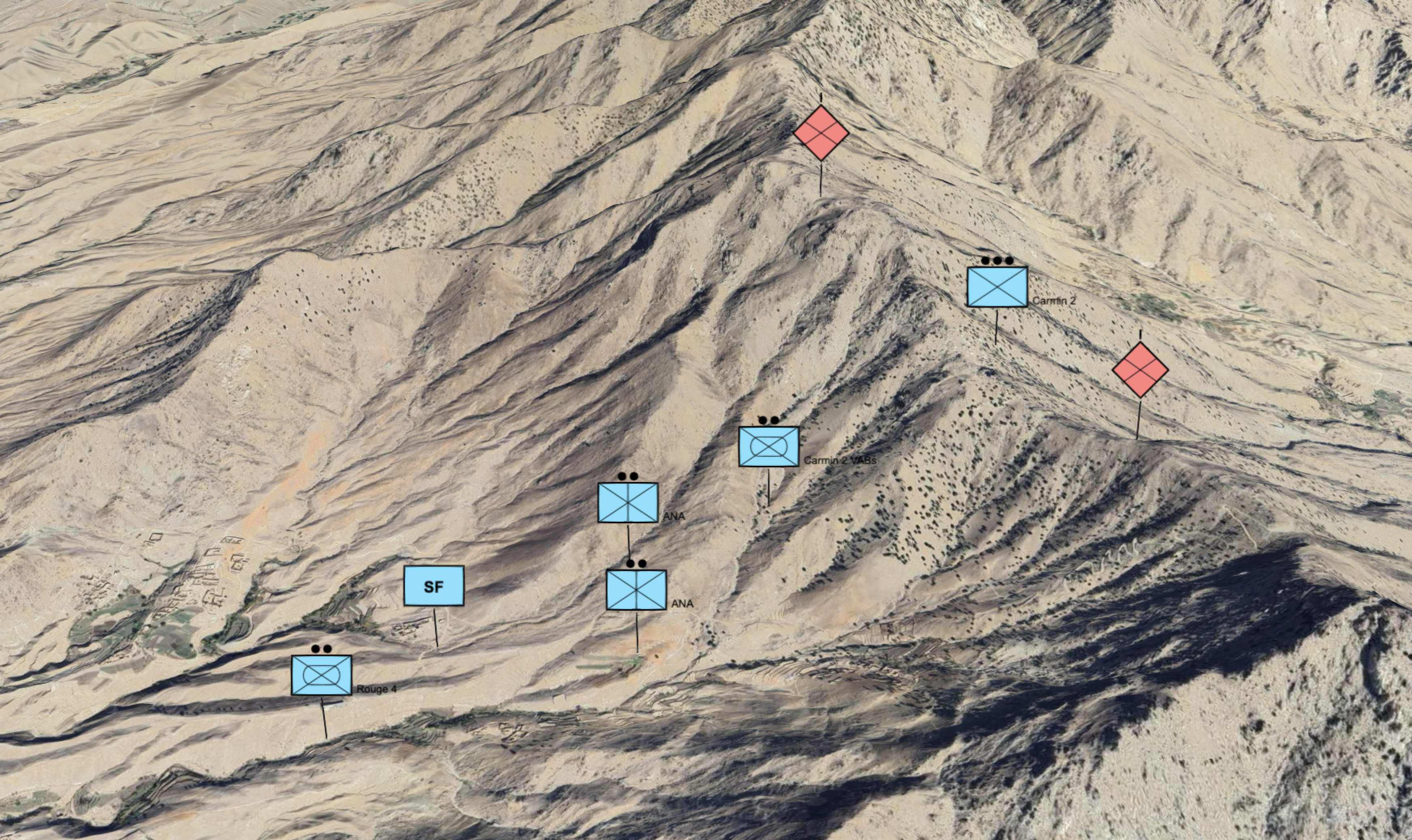
Disposition des Forces Armées / 1

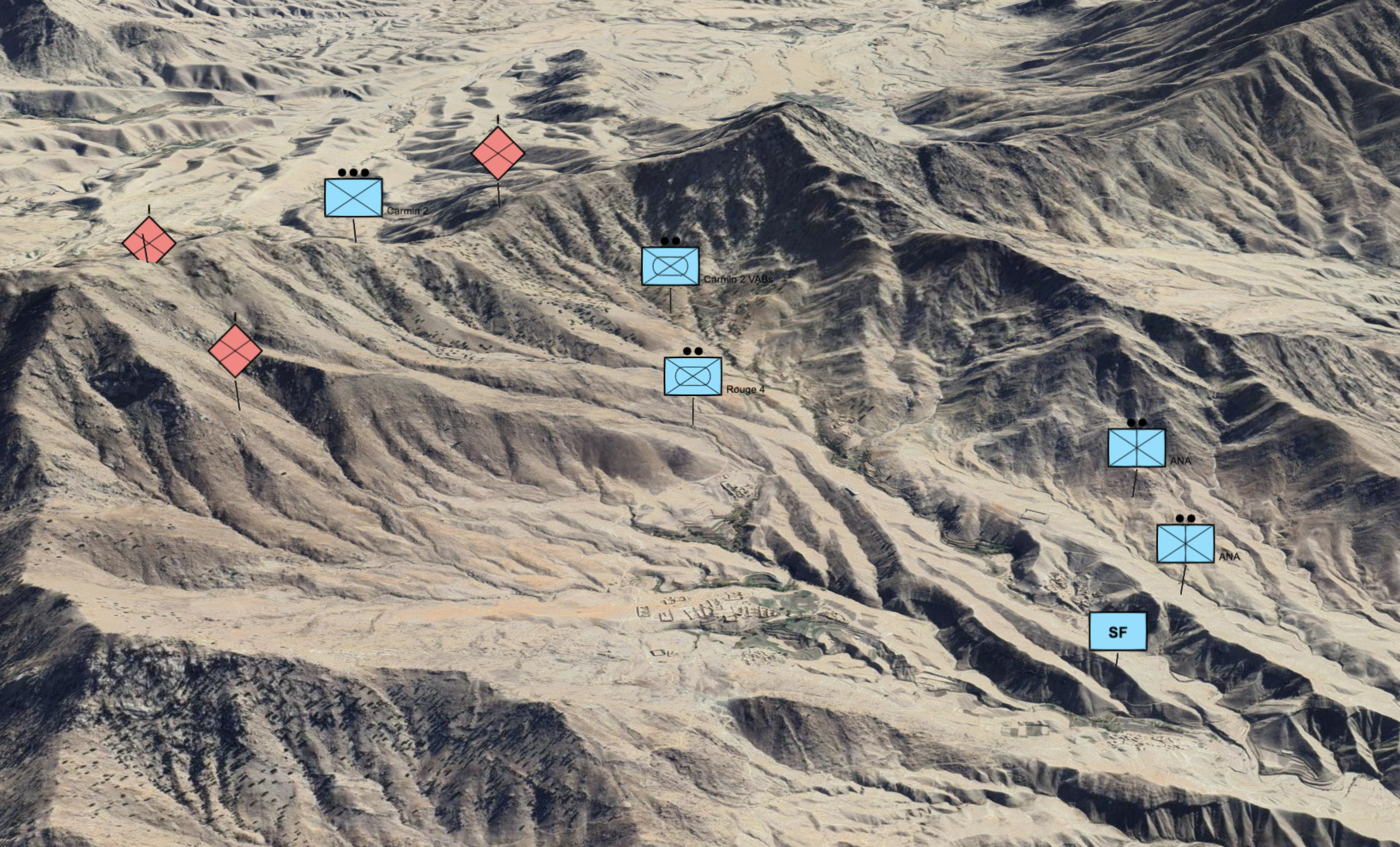
Disposition des Forces Armées / 2

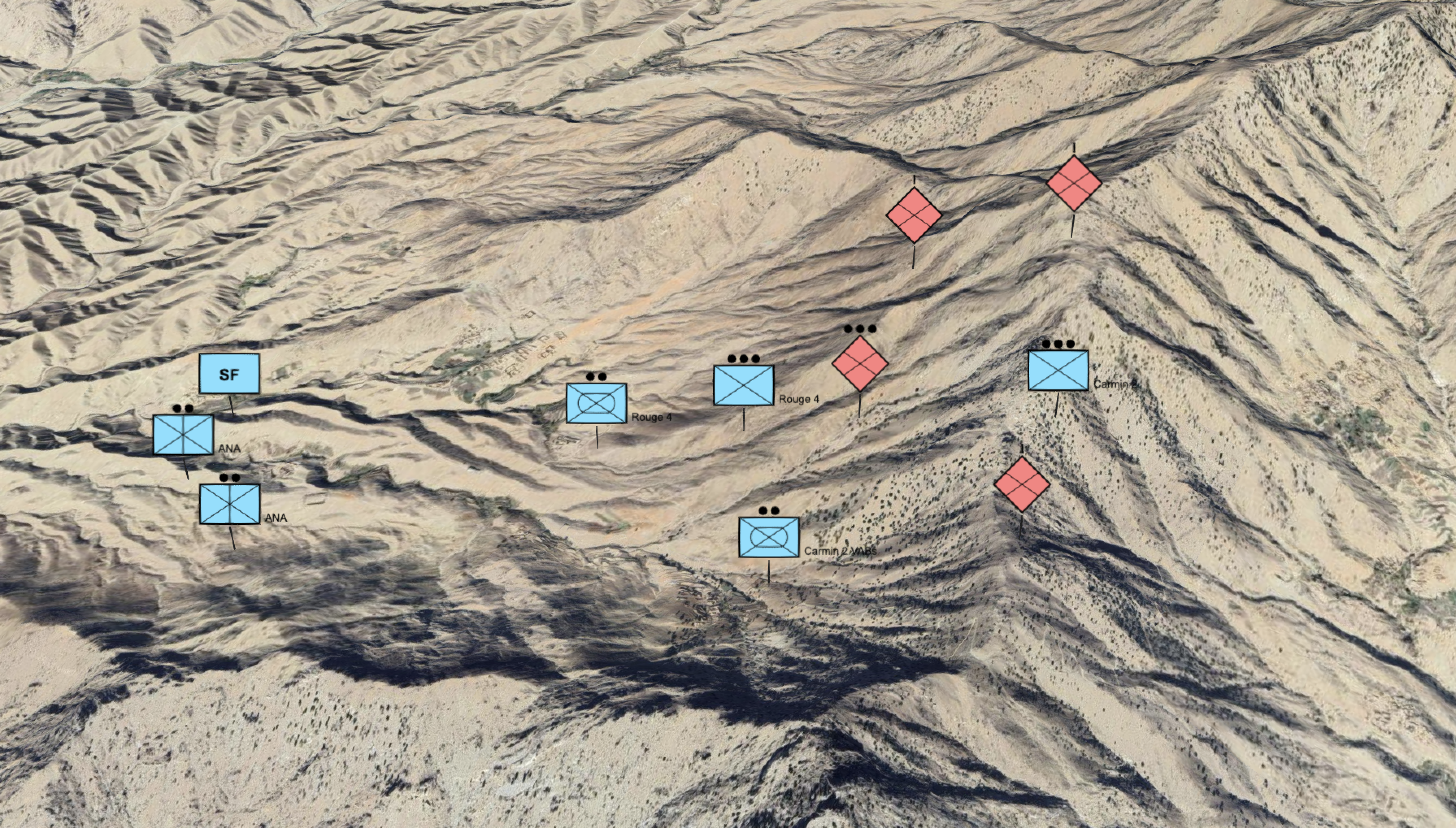
Disposition des Forces Armées / 3

### Embuscade et tentative d'encerclement des troupes françaises

Arrivée à 50 mètres du col, Carmin 2 se retrouve sous le feu de deux groupes d'insurgés au nord et au sud de sa position.

Rouge 4 fait mouvement pour secourir Carmin 2 et tombe sous le feu d'un troisième groupe d'insurgés embusqués derrière une crête au nord de Sper Kunday.

Rouge 4 se déploie et contourne Sper Kunday par le nord. Ce faisant, elle tombe sur un autre groupe d'insurgés faisant mouvement pour encercler le village et prendre les VABs de Carmin 2 à revers. Un combat de rencontre éclate.

Vers 13 h 30, après avoir débarqué de quatre véhicules de l'avant blindé (VAB) parce qu'il était impossible de poursuivre par la piste, une partie de la section Carmin 2 accompagnée d'un légionnaire du 2e régiment étranger de parachutistes et d'un interprète, soit 24 hommes, effectue à pied une reconnaissance d'un petit col à 1 750 mètres d'altitude situé à l'est de la vallée d'Uzbeen et contrôlant les accès dominant le village de Sper Kunday, et situé à 10 kilomètres à peine de leur base. Les quatre VAB de Carmin 2 et leurs équipages, soit huit hommes, restent en soutien au pied du col, plus loin se trouve la section Rouge 4. La section de l'ANA est retardée à la suite d'une panne et rejoindra le village plus tard. La section de la garde nationale, en fait une unité de police militaire, garde un barrage plus bas dans la vallée.
La colonne s'étirant, les premiers éléments arrivent à 15 h 30 ou 15 h 45 selon les sources à 50 mètres du but. C'est alors que les talibans, situés sur la crête septentrionale, ouvrent le feu avec des fusils de sniper SVD Dragunov, des fusils d'assaut AK-47 et des lance-roquettes RPG-7. L'avant garde de la section Carmin 2, prise par surprise et en infériorité numérique, est débordée. Les combats sont confus, ont lieu dans la poussière, les belligérants sont très proches et il y a des pertes des deux côtés dès les premières minutes de l'engagement. Le chef de section, l'adjudant Gaëtan Évrard, blessé, compare à la radio la situation à la bataille de Bazeilles. L'interprète et un opérateur radio sont mortellement blessés, une deuxième radio est détruite et la colonne se disperse pour chercher des abris et s'éparpille sur 200 mètres. Les talibans sont 150 et se battent à cinq contre un. D'après un instructeur de Tora, trois snipers talibans concentrent leurs tirs sur certaines cibles : officiers, interprète, radio et infirmier, une technique militaire pakistanaise ou tchétchène.
Simultanément, depuis une crête au nord du village, les talibans attaquent l'arrière de Carmin 2, c'est-à-dire le groupe de VAB situé 600 mètres plus bas. Les VAB répliquent à la mitrailleuse de 12,7 mm pour soutenir l'avant de la colonne qui est immobilisée par les tirs ennemis. Les soldats français décrivent des talibans combattant avec des techniques occidentales, et ayant parfaitement préparé l'embuscade, coinçant les Français dans ce qui est décrit par les survivants comme une « zone [qui] était comme un fer à cheval. Nous étions en plein centre, encerclés.»
La section Rouge 4 du régiment de marche du Tchad, qui était placé en appui à un kilomètre du village, se porte au secours de la section prise sous le feu et atteint les abords de Sper Kunday huit minutes plus tard, mais sans faire la jonction avec l'arrière de Carmin 2, toujours fixée, et ne peut que la soutenir à distance avec ses mitrailleuses et quatre tirs de missile Milan. Elle est aussi prise à partie par les tireurs talibans et ne peut déployer ses mortiers, pourtant réclamés par Carmin 2. Les positions des talibans sur les crêtes d'un cirque leur permettent de manœuvrer pour essayer d'encercler la patrouille en descendant vers les abords du village. La patrouille est prise au piège et presque encerclée, elle peine à maintenir libre l'accès vers la vallée.
La patrouille demande des renforts dès 15 h 52, puis le chef de section de Carmin 2 demande un appui aérien, à 16 h 10, guidé par l'équipe JTAC américain. Deux F-15E Strike Eagle américains en alerte arrivent quelques minutes plus tard mais ne peuvent bombarder car Français et talibans sont trop proches les uns des autres, une manœuvre tactique des talibans qui avaient anticipé la riposte aérienne. Les Fairchild A-10 Thunderbolt II arrivent 10 minutes plus tard, mais sans pouvoir tirer eux non plus, à cause de l'imbrication. Une autre explication est que le JTAC américain était encore en formation et n'a probablement pas pu fournir un ciblage complet, ce groupe a été relayé une heure plus tard par un autre JTAC américain posté sur une crête proche.
La position est intenable pour la partie de Carmin 2 au col qui essaye de se mettre à couvert des tirs croisés extrêmement précis en ripostant au FA-MAS ; des duels de snipers ont lieu. Les talibans sont si proches que les Français utilisent des grenades à main pour se dégager ; certains soldats se sacrifient pour couvrir la retraite de leur section et de leur sous-officier, pour maintenir le contact radio ou pour tenter de secourir les blessés,. Les munitions commencent à manquer pour Carmin 2,. Le lieutenant qui dirige la section Rouge 4 a dit plus tard « c'est un miracle qu'on s'en soit sorti ! ».

### Arrivée des renforts

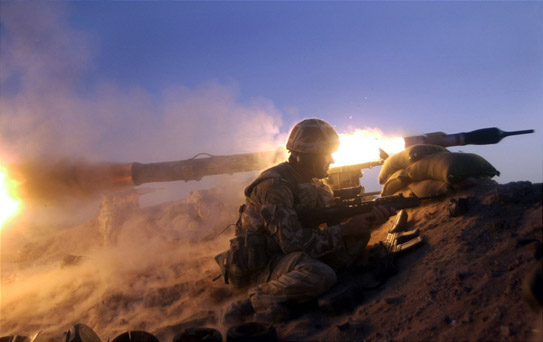
Tir de missile Milan (image d'archive).

La force de réaction rapide appelée en renfort depuis Tora rejoint la zone de combat une heure vingt minutes après le début de la bataille, soit à 17 h 5. Elle est composée des sections Rouge 3 du RMT et Carmin 3 du 8e RPIMa, renforcées d'une section d'appui disposant de mortiers, de VAB avec canons de 20 mm et de missiles Milan ainsi qu'une équipe de neutralisation et enlèvement des explosifs (EOD). Elle est prise à partie avant d'arriver au village mais réussit à fournir un tir d'appui à Carmin 2 et Rouge 4 et ravitailler l'équipage des VAB de Carmin 2 en munitions. Pendant ce temps, les talibans reçoivent également des renforts.
À 17 h 50, les talibans continuent l'encerclement malgré les renforts et s'approchent dangereusement de Sper Kunday. La situation devenant critique les Fairchild A-10 Thunderbolt II et les Bell OH-58 Kiowa commencent leurs tirs d’appui aérien malgré la proximité des combattants. Ils attaquent les positions des insurgés pendant une heure pour les empêcher d'encercler Sper Kunday et de poursuivre les éléments de Carmin 2 qui commencent à regagner le village, le plus souvent par petits groupes. Certains témoignages de soldats font état de tirs amis lors de ces bombardements ou par des soldats de l'armée nationale afghane,, informations démenties par l'état-major. Deux hélicoptères Sikorsky UH-60 Black Hawk américains essayent d'évacuer les blessés mais ne peuvent se poser à cause des nombreux tirs talibans.
À 18 h 15, deux hélicoptères Eurocopter EC725 Caracal venus de Kaboul déposent un médecin, des commandos de l'air puis, lors d'une deuxième rotation, quatre tonnes de fret dont trois et demi de munitions qui ont été immédiatement acheminés aux éléments sous le feu. Les deux hélicoptères Caracal étaient au préalable retenus par leur mission d'extraction du président Hamid Karzai, mission pour laquelle ils étaient la seule escadrille entraînée disponible. Les deux hélicoptères ainsi que le personnel soignant et les commandos de l'armée de l'air déposés sur la zone de combat, assurent ravitaillement et évacuation médicale de 18 h à 8 h le lendemain matin, soit 14 heures en continu. À 18 h 25, les mortiers de 81 mm du groupe de renfort commencent leurs tirs.
Au crépuscule vers 19 h 30, Carmin 2 continue à se désengager, mais l'essentiel de la colonne est toujours quasiment encerclé, les talibans continuant leur mouvement d’encerclement du village. Les mitrailleuses de 12,7 mm de Carmin 2 commencent à manquer de munitions. En tout, certains éléments de Carmin 2 restent quatre heures encerclés sans renfort, dont une bonne partie sans autres munitions que celles de leur FA-MAS, d'autres plus de huit heures. Une partie d'entre eux a l'impression d'avoir été abandonnée, mais l'état-major souligne que la perception du temps au cours d'un combat est altérée et que la compréhension des événements est réduite. D'autres ravitaillements en munitions et surtout en eau sont effectués pendant la nuit.
Une demi-heure plus tard, les renforts en provenance de Kaboul arrivent par la route. Ils sont constitués de trois sections du RMT ainsi que d'appui lourd sous la forme de tirs de mortier de 120 mm. Les premiers blessés sont évacués par les deux hélicoptères Caracal. Des drones Predator guident les tirs alors qu'il fait nuit.

### Reprise du contrôle de la zone par la FIAS
Dès 21 h, la section Carmin 3 entreprend l'ascension du col pour dégager et ramener les hommes vivants ou morts. À 22 h, les renforts venant de Kaboul reprennent les abords du village. Des hélicoptères Bell OH-58 Kiowa et des avions Lockheed AC-130 américains traitent les crêtes aux alentours. Deux heures plus tard la zone est sous contrôle, les tirs ont cessé à Sper Kunday et la section Carmin 3 suivie de la section Rouge 3 du RMT reprennent les positions perdues sur les pentes menant au col. À 1 h 40 le 19 août, les premiers corps des soldats sont retrouvés. Pendant la nuit les forces spéciales norvégiennes aident les forces françaises. La plupart des cadavres ont été dépouillés et certains corps ont été retrouvés alignés. Les derniers ne sont retrouvés que le matin. Tout au long de la nuit, les éléments de Carmin 2 coincés au col redescendent en rampant dans l'obscurité, parfois à quelques mètres des talibans. Un des chefs taliban de l'embuscade, le commandant Farouki, déclare plus tard que si la nuit n'était pas tombée, ils auraient tué tous les Français.
À l'aube, les troupes de la FIAS ont repris le contrôle du col où une section Carmin 1 est héliportée en renfort en Caracal. Ses éléments commencent à reconnaître les crêtes commandant le col, mais ils sont rapidement pris à partie par des tirs de mortier, d'armes légères et de mitrailleuse depuis le nord. Ils réussissent à se dégager et à détruire les positions de leurs assaillants en effectuant un tir de mortier de 120 mm. À midi, les talibans ont décroché, la vallée est à nouveau sous contrôle de la FIAS qui procède au désengagement complet.

### Poursuite des talibans et accusations de représailles sur des civils
Des bombardements ont lieu dans la nuit sur les talibans qui se sont repliés dans la province de Laghmân. Ayant eu des morts et des blessés, ils se sont séparés pour aller vers trois villages non loin de l'embuscade, villages qui ont été bombardés pendant trois jours par les forces de l'OTAN, faisant 40 morts civils, des dizaines de blessés, détruisant 150 maisons et créant 2 000 réfugiés. Un des villages a reçu 70 bombes et beaucoup d'habitants afghans considèrent ces bombardements comme des représailles. Le général Georgelin devant la commission de défense des forces armées mentionne que ces bombardements ont permis « de détruire deux énormes caches destinées à la logistique des insurgés », sans évoquer des dommages collatéraux. Pour les services secrets afghans, ce sont surtout des femmes et des enfants qui ont été tués dans les bombardements de l'OTAN, prouvant la participation des hommes à l'embuscade. Le village de Sper Kundai a également subi quatre tirs de missiles Milan français selon des témoignages militaires. Le commandant taliban Farouki qui a dirigé une partie de l'embuscade déclarera plus tard qu'« une maison bombardée, c'est un nouveau combattant à nos côtés. Ça s'appelle l'esprit de vengeance. C'est normal. Surtout ici. »

## Bilan

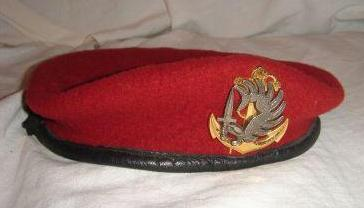
Béret rouge de parachutiste d'infanterie de marine.

Les pertes de la FIAS sont lourdes surtout pour l’armée française qui perd dix hommes dont huit tués par balles ou éclats d'obus, un tué à l'arme blanche et un dernier dans un accident de la route alors qu'il se rendait le lendemain sur les lieux du combat. L'interprète afghan qui accompagnait les Français a été tué après avoir été torturé et son cadavre a été retrouvé mutilé. Il y a en outre 21 blessés français et l'armée afghane compte 2 blessés. Les premières communications officielles évoquent des pertes françaises seulement lors des premiers tirs talibans alors que des soldats témoins ont évoqué des pertes tout le long de l'affrontement, certains blessés ayant succombé à leurs blessures car ne pouvant être évacués. Le fait que les corps aient été retrouvés alignés et des témoignages de soldats français faisant état de plusieurs Français égorgés indiquent que quatre soldats français capturés auraient pu être exécutés, information d'abord démentie par l'armée française et le gouvernement, mais confirmée ensuite pour au moins un soldat. Des commandants talibans ont affirmé ne pas avoir torturé les blessés mais les avoir achevés. La section Carmin 2, celle fixée au col, compte à elle seule 9 morts et 17 blessés pour 31 hommes engagés. Selon un porte-parole des talibans, cinq véhicules ont également été détruits, et des mines ont été utilisées au cours de l'attaque. De l'équipement militaire léger a été capturé par les insurgés, dont quatre FA-MAS, deux mitrailleuses légères FN Minimi, deux fusils de précision FR-F2, des jumelles, des radios, des gilets pare-balles et des casques. Six VAB ont été endommagés.
L'ampleur des pertes talibanes est plus débattue. Selon le général de corps d'armée Benoît Puga, sous-chef opérations de l'Etat-major des armées, une quarantaine d'insurgés sont mis hors de combat dont deux chefs rebelles le jour de l'embuscade, et environ 40 autres rebelles sont également mis hors de combat dans les jours qui suivent lors d'opérations de contre-attaque. Un seul cadavre a été découvert au lendemain de l'embuscade par les troupes de la FIAS selon des sources du Canard enchaîné, confirmé plus tard par l'armée française. Le journaliste Frédéric Pons reprend ce chiffre de 80 talibans tués dans ce combat et la contre-offensive. Le 24 septembre 2008, le chef de guerre Gulbuddin Hekmatyar revendique la responsabilité de l'attaque, et affirme que dix de ses hommes sont morts dans les combats. Les talibans ont également perdu selon l'armée française un important cadre islamiste.
Quatre missiles Milan ont été tirés contre le village de Sper Kunday, et des attaques aériennes ont été lancées contre d'autres hameaux le lendemain. Selon l'agence Pajhwok, ces attaques auraient fait de plusieurs dizaines à quarante victimes civiles et 2 000 réfugiés.
Si l'embuscade représente les pertes les plus élevées en une seule fois depuis 25 ans pour l'armée française, elle n'est pas un acte exceptionnel ou isolé dans cette semaine de la guerre d'Afghanistan : le jour du début de l'embuscade, une voiture piégée tue une dizaine de civils à Khost et des commandos suicide talibans équipés de vestes explosives attaquent plus tard la base américaine de la ville sans faire de victimes à part eux-mêmes. Les combats qui s'ensuivent durent douze heures. Deux jours après la fin de l'embuscade d'Uzbin, un bombardement américain ciblant un chef taliban sur le village d'Azizabad fait 90 morts civils dont 60 enfants selon l'Organisation des Nations unies.

## Événements ultérieurs

### Réactions internationales
Le président afghan Hamid Karzai présente ses condoléances au peuple français. Les chefs d'État et de gouvernement de divers autres pays – Gordon Brown pour le Royaume-Uni, George W. Bush pour les États-Unis, Silvio Berlusconi pour l'Italie ou encore Stephen Harper pour le Canada — rendent également hommage aux soldats français.

### Répercussions en France

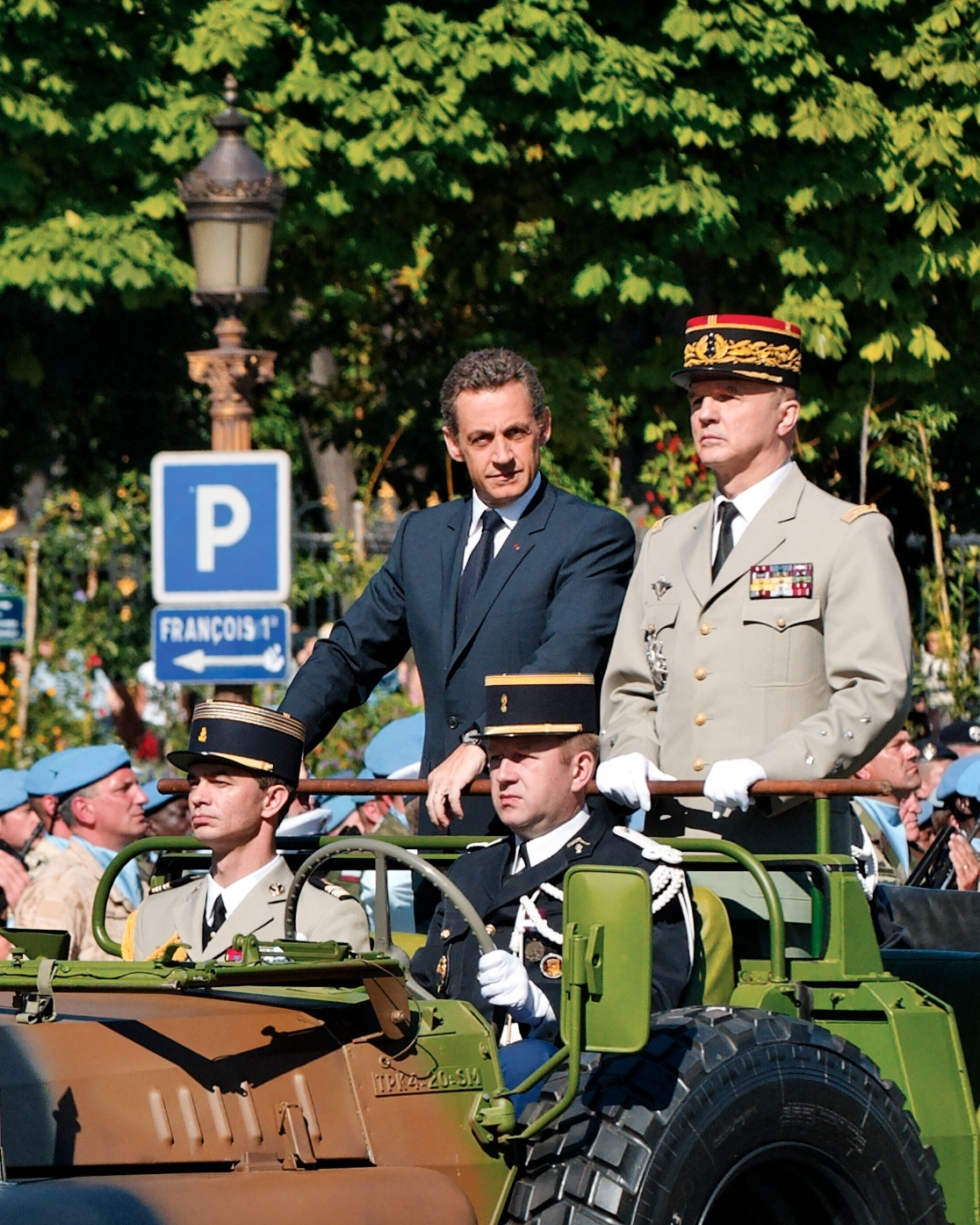
Le président français Nicolas Sarkozy et le général Jean-Louis Georgelin, chef d'état-major des armées.

Dès le 20 août, le président Nicolas Sarkozy se rend en Afghanistan pour rendre hommage aux tués, rendre visite aux blessés et réaffirmer l'engagement français, soutenant qu'il n'avait aucun regret d'avoir renforcé le dispositif de 700 hommes plus tôt dans l'année. Tous les soldats tués lors de l'embuscade sont faits à titre posthume chevaliers de la Légion d'honneur lors de funérailles nationales le 21 août. Le lendemain, un sondage révèle que 55 % des Français sont favorables à un retrait des troupes d'Afghanistan. Une controverse apparaît autour de l'âge et de l'expérience des soldats engagés, contesté par l'armée française qui souligne que les soldats de la patrouille avaient l'âge moyen des unités professionnelles, que tous les soldats bénéficiaient d'un an de service et, pour la plupart, d'expérience en opérations extérieures. Le 8e RPIMa est considéré comme une unité d'élite de l'armée française.
Le 10 septembre, le général Jean-Louis Georgelin, chef d'état-major des armées est auditionné devant les commissions de la défense et des affaires étrangères de l'Assemblée nationale. Le 12 septembre, les familles des soldats se rendent en Afghanistan, accompagnées du ministre de la défense Hervé Morin. Ce voyage de deuil à l'instigation des familles est jugé nécessaire par le président Sarkozy.
Le 22 septembre 2008 en France, la majorité à l'Assemblée nationale, représentée principalement par le parti de droite UMP, vote pour le maintien des forces françaises en Afghanistan, dont le retrait était demandé par l'opposition de gauche dont le Parti socialiste. Déclarant à la tribune de l'Assemblée « avoir tiré les enseignements de l'embuscade », le Premier ministre François Fillon annonce le déploiement de moyens militaires supplémentaires, dont des drones, des hélicoptères et une centaine d'hommes.
Lors du vote au parlement de la redistribution des troupes françaises en opérations extérieures en janvier 2009, l'envoi de nouveaux renforts en Afghanistan n'est pas décidé, en partie à cause des effets de l'embuscade d'Uzbin sur l'opinion et le gouvernement. En février 2010, la France n'envoie que 80 instructeurs en renfort alors que les États-Unis demandaient 1 500 hommes supplémentaires, toujours à cause de l'impact de l'embuscade d'Uzbin sur l'opinion publique.
Selon le commandant de l'aviation légère de l'Armée de terre, il y a « un avant et un après Uzbin » au niveau tactique, avec une plus grande utilisation des hélicoptères d'attaque et de manœuvre.
Le 30 juin 2017, le conseil municipal de la ville de Saint-Leu-la-Forêt décide de dénommer une nouvelle voie "rue du 18-Août-2008". En hommage aux soldats morts pour la France.

### Opérations militaires

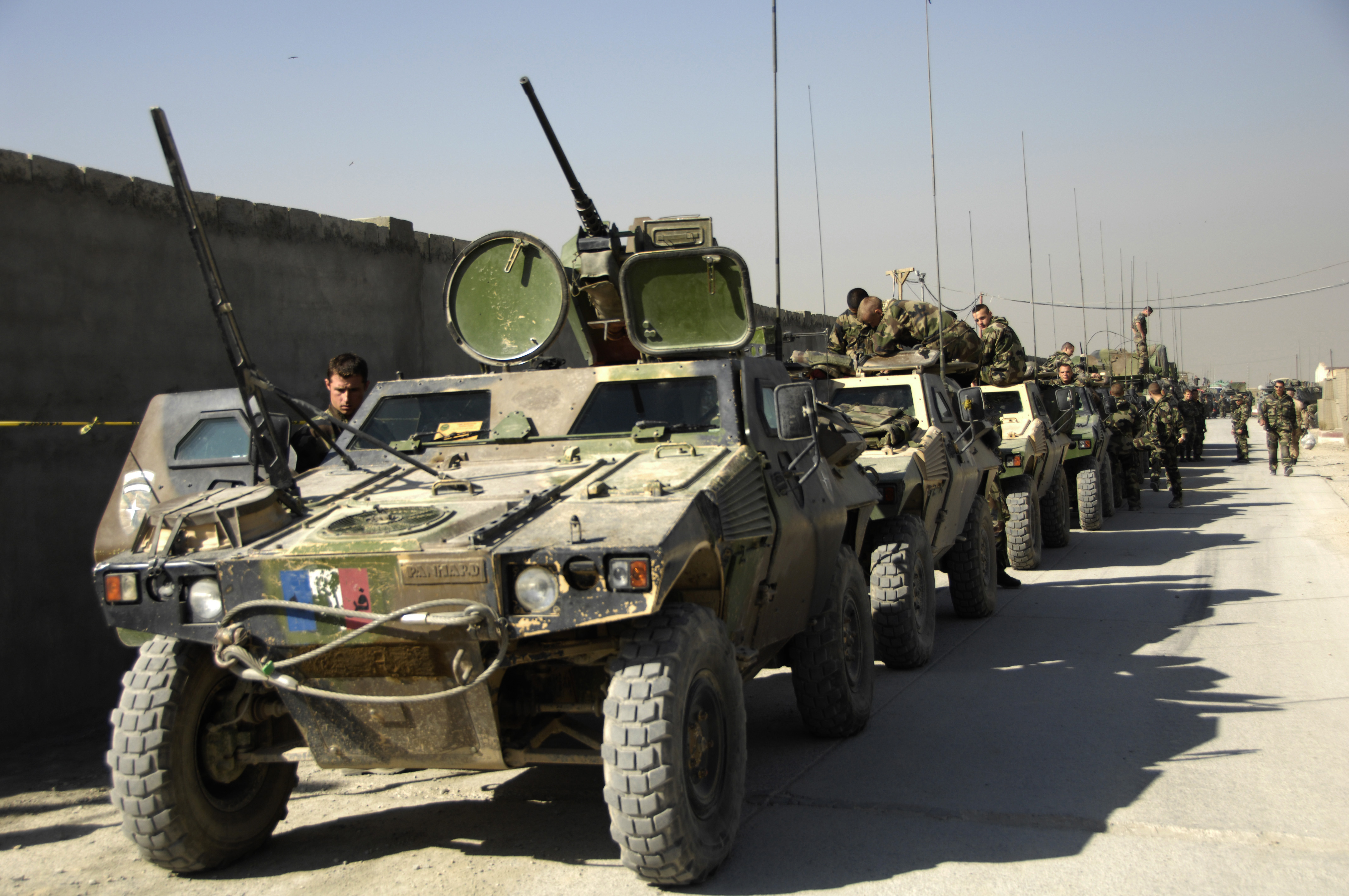
VBL français en instance de départ pour un retour dans la vallée d'Uzbin, Surobi le 17 octobre 2008.

Le 30 août, les forces militaires américaines en Afghanistan annoncent avoir tué dans la province de Kâpîssâ deux chefs talibans liés à l'embuscade de Surobi. Le 18 octobre 2008, soit deux mois jour pour jour après l'embuscade, une opération conjointe menée par la FIAS et les forces de sécurité afghanes retourne au village de Sper Kunday afin d'empêcher que les insurgés ne s'installent de manière permanente dans la zone et afin de reprendre contact avec les populations civiles. Des combats ont lieu et au moins sept insurgés sont tués ou blessés. Selon l'état-major des armées françaises, les villageois subissent de fortes pressions de la part des insurgés. En novembre, à la suite d'un renseignement, l'un des chefs de l'embuscade de 28 ans affilié à la fois au Hezb-e-Islami Gulbuddin et aux talibans est tué par les forces spéciales américaines en compagnie de sept autres talibans, dont certains appartenant à sa famille.
En avril 2009, l'opération Kaman, qui est la plus grande jamais lancée par l'armée française en Afghanistan, retourne dans la vallée d'Uzbin dans les secteurs contrôlés par les talibans. Certains villages n'ont pas vu de soldats étrangers depuis les Russes. Il y a quatre morts et trois blessés chez les talibans lors de combats. Une des missions est de trouver des indicateurs. Fin 2009, le district de Surobi est considéré comme étant en voie de pacification. À cette date, une base avancée a été construite dans la vallée d'Uzbin, qui est reconquise aux deux tiers d'après l'armée française. Cette base subit des attaques fréquentes des insurgés, tout comme les patrouilles et les positions de l'armée afghane, et les villageois sont toujours soumis aux pressions des talibans. Les trois chefs talibans de la vallée d'Uzbin ont été tués pendant l'été 2009 par l'armée afghane et les Américains. En décembre, une autre opération impliquant 1 100 militaires de la FIAS affronte les talibans qui tiennent encore le quart de la vallée. Les combats font un mort taliban et cinq blessés américains. Il y a un succès militaire tactique mais les troupes françaises ont perdu le soutien de la population afghane et la « bataille pour le cœur et les esprits », et l'aide civile au développement n'a pas amélioré la sécurité. La situation politique demeure très complexe dans la vallée : aucun accord fiable n'ayant pu être trouvé avec les autorités locales, la vallée est toujours un axe de passage vers Kaboul pour les talibans venant du Pakistan. Les chefs locaux jouent parfois double jeu entre les militaires français et les talibans : l'un d'entre eux a passé 5 ans dans la prison de Guantánamo ; un autre, selon une journaliste du Monde, fournirait des armes aux insurgés et a un garde du corps qui a participé à l'embuscade d'Uzbin. De plus, les familles d'une quinzaine de victimes civiles d'opérations militaires n'ont pas été indemnisées, ce qui sert la propagande des talibans.
Le 30 décembre 2009, les journalistes français Stéphane Taponier et Hervé Ghesquière sont enlevés par un groupe taliban armé sous les ordres d'un commandant de la province de Kâpîssâ qui avait participé à l'embuscade d'Uzbin selon la DGSE.
Fin juillet 2012, l'armée française se retire du district de Surobi, remplacée par des forces de l'armée afghane, alors que l'OTAN considère sa mission dans le pays comme un échec : l’insurrection n'est pas vaincue, les talibans sont toujours plus menaçants et on craint une guerre civile. En septembre 2012, l'ISAF annonce la mort, lors d'un bombardement dans la province de Laghman, du mollah Hazrat, tué le 9 septembre avec un autre chef insurgé nommé Shakir et suspecté d'avoir été un des principaux organisateurs de l'embuscade. Dans les mois précédant sa mort, le mollah, qui était le chef taliban d'un district, avait infiltré des talibans du Pakistan et organisé l'utilisation de kamikazes à Kaboul.
Le 5 février 2013, le député français Philippe Folliot déclare devant la commission de la Défense nationale et des Forces armées qu'au mois d’octobre 2012, la France a « traité » les derniers commanditaires de l’embuscade de la vallée d’Uzbin : « nos ennemis doivent savoir que jamais la France ne fera preuve de la moindre faiblesse face à ceux qui attentent à la vie de nos soldats, et de nos ressortissants ».

### Controverse sur l'interview de talibans dansParis Match
Éric de la Varenne, reporter pour Paris Match, et Véronique de Viguerie, photographe, rencontrent et interrogent un groupe de talibans qui affirment avoir participé à l'embuscade. Des photos sont prises d'au moins deux d'entre eux portant des gilets pare-balles, FA-MAS, casques et uniformes français. Le chef du groupe, le commandant Farouki, demande dans cette interview aux Français de quitter l'Afghanistan sans quoi ils seront tous tués. Il confirme que les Français « ont franchi une limite » en arrivant dans la vallée d'Uzbin qui est un territoire qui leur appartient, corroborant les informations reçues par les forces de l'OTAN. Il affirme également qu'aucun Français n'a été torturé.
La diffusion de ces photos et des messages des chefs talibans dans Paris Match le 3 septembre, soit à peine plus de deux semaines après l'embuscade, provoque une polémique en France, auprès des familles des soldats tués, dans une partie de la presse, dans le gouvernement et pour l'armée qui accuse Paris Match de servir de support à la propagande des talibans,. Le fait que les talibans aient en leur possession du matériel pris sur des soldats français, y compris une montre rendue symboliquement par le commandant taliban, confirme pour la presse que certains corps ont été abandonnés un long moment, voire que certains soldats ont été faits prisonniers puis exécutés selon plusieurs témoignages et rapports, version formellement démentie par l'état-major de l'armée française,. Une autre hypothèse est que les talibans voulaient garder les corps pour les filmer pour leur vidéo de propagande.

### Controverses sur l'organisation de la patrouille

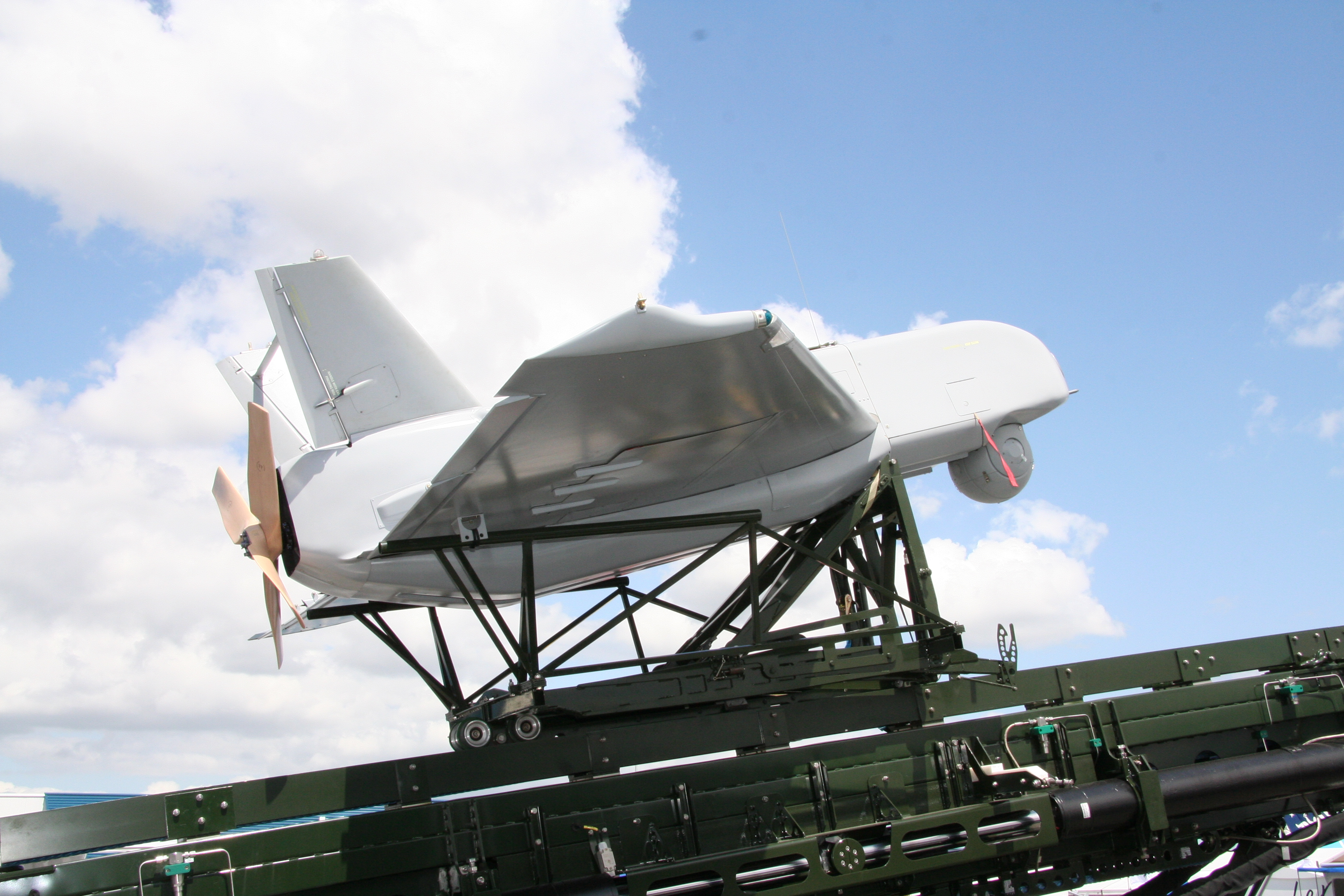
L'absence de reconnaissance aérienne préliminaire, notamment par des drones, a été une des controverses (Ici un système de drone tactique intérimaire, déployé ultérieurement en Afghanistan, image d'archive).

#### Rapport de la Frenic
L'opération de reconnaissance était mal préparée selon la Frenic (French National Intelligence Cell), cellule du renseignement national français travaillant pour l'OTAN, dans un rapport à destination de l'état-major et du renseignement militaire. Le rapport s'interroge sur le manque rapide de munitions lors d'un premier accrochage alors que l'opération devait durer plusieurs jours, l'absence d'appuis collectifs pour un détachement d'une centaine d'hommes et le manque d'observation et de surveillance en avant de la patrouille. L'origine de ce rapport dévoilé par Le Canard enchaîné le 3 septembre 2008 a été contestée par l'état-major français.

#### Rapport/Compte-rendu de l'OTAN
Selon un document publié par le quotidien canadien The Globe and Mail le 20 septembre 2008, et présenté comme un « rapport secret de l'OTAN », la patrouille manquait de moyens et de préparation : plus de munitions au bout de 90 minutes de combat, une seule radio pour la section française et des troupes afghanes qui se sont enfuies très rapidement en abandonnant leur matériel sur le terrain. Au contraire les talibans semblaient avoir été très bien préparés. L'existence de ce rapport a d'abord été nié par l'état-major français, l'OTAN et le ministre de la défense française, puis requalifié par ceux-ci de « compte rendu » rédigé par le chef du détachement américain de la patrouille, et présentant des éléments faux.

#### Controverses internes
Des officiers de l'armée française en France et en Afghanistan ont également critiqué les faibles réserves de munitions, le manque de moyens radio, de mortiers, de reconnaissance aérienne préliminaire et l'absence de coordination et de commandement entre les différentes sections de la patrouille, afghane, américaine et française et le convoyage de renforts principalement par la route. Le commandant du 8e régiment de parachutistes d'infanterie de marine a répondu aux critiques sur le site internet des familles des soldats du régiment par une interdiction de commentaires et des menaces de poursuites pour diffamation. Le général français Michel Stollsteiner, commandant des Forces alliées pour la région de Kaboul au moment de l'embuscade, admet « un excès de confiance » dans une zone considérée comme globalement sécurisée. Si des soldats présents à l'embuscade se sont considérés comme abandonnés, sans soutien aérien ou de mortiers, d'autres estiment qu'ils ont agi comme ils l'ont appris à l'instruction. Les soldats de Carmin 2 avaient la réserve individuelle maximum de munitions dans leur équipement, soit 200 cartouches, une quantité toutefois insuffisante pour un combat de cinq à six heures sans possibilité de réapprovisionnement.

#### Plainte des familles
En octobre 2009, des familles des soldats français morts au combat annoncent le dépôt d'une plainte contre X pour « mise en danger de la vie d'autrui », considérant l'intervention comme mal préparée. Cette plainte fait craindre à l'armée française une « judiciarisation » du métier de militaire. Les plaintes sont classées sans suite en février 2010. Le 30 janvier 2012, la Cour d'appel de Paris autorise l'ouverture d'une enquête judiciaire contre l'avis du parquet, du chef d'état major des armées Édouard Guillaud qui considère que cette judiciarisation compromettra ses capacités opérationnelles et du ministre de la Défense Gérard Longuet pour qui les soldats ne sont pas des victimes mais ont été au bout de leur engagement. En 2017, l'enquête qui cherche à déterminer la chaîne de responsabilité et les erreurs éventuelles est toujours en cours.
En réaction à cette affaire, le législateur adopte dans la loi du 18 décembre 2013 une disposition réservant la mise en mouvement de l’action publique au Procureur de la République et visant à  mieux prendre en compte les spécificités militaires dans les affaires pénales.

### Documentaires
- L'Embuscade[73], un film de Jérôme Fritel pour Infrarouge, diffusé le 25 mars 2014, sur France 2[74]. Le documentaire se base sur quatre témoignages de soldats français. Les séquences militaires, non-filmés, sont reconstitués en animation, les auteurs ont pour référence le style de Valse avec Bachir[75],[76].
- Avoir 20 ans en Afghanistan : l'embuscade d'Uzbin en août 2008, un documentaire radiophonique d'Affaires sensibles sur France Inter.

### Cartes
- Carte de situation de l'embuscade d'Uzbeen